# Der Zarewitsch
Der Zarewitsch o Lo Zarevich è un'operetta in tre atti di Heinz Reichert e Béla Jenbach con le musiche di Franz Lehár, andata in scena al Deutschen Künstlertheater di Berlino il 21 febbraio 1927.
Una delle ultime operette di Franz Lehár: scritta per il tenore Richard Tauber, è ispirata in parte sulla storia drammatica di Alessio, l'unico dei figli sopravvissuti di Pietro il Grande che venne condannato a morte dallo zar per tradimento. Nell'operetta, come nella storia reale, lo zarevic ripara all'estero con la donna amata. Le analogie finiscono qui: mentre il vero Alessio, rientrato in patria, venne arrestato e incarcerato, nell'operetta lo zarevic dovrà lasciare l'innamorata per salire al trono dopo la morte del padre.
Lo zarevich va in scena il 15 giugno 1927 con Ines Lidelba al Teatro Reinach di Parma.
Per il Teatro Verdi (Trieste) va in scena nel 1956 nel Castello di San Giusto.

## Trama
Lo zarevic, erede del trono di Russia, preoccupa il Primo Ministro e il granduca per il suo scarso interesse nei riguardi delle donne. Il granduca s'ingegna per organizzare l'incontro tra lo zarevic e Sonja, una ballerina che ha richiamato l'attenzione del giovane durante un numero in cui lei si era esibita in un ruolo maschile. Lo stratagemma funziona così bene che i due giovani si innamorano uno dell'altra. Quando il Primo Ministro annuncia l'arrivo di una principessa che sarà la sposa del futuro zar, l'erede al trono fugge all'estero con l'amata benché il granduca abbia cercato di screditare ai suoi occhi Sonja. Quando, a Napoli, ritrova la coppia, il granduca si sforza di convincere i due innamorati a rompere la loro relazione, ricorrendo al senso del dovere del giovane e ai sentimenti patriottici di Sonja. Dalla Russia giunge la notizia della morte dello zar e la coppia si rassegna ad obbedire alla ragione di stato, separandosi per sempre.

## Arie

### Atto I
- Dich nur allein, nenn' ich mein
- Einer wird kommen
- Wolgalied

### Atto II
- Willst du?

### Atto III
- Warum hat jeder Frühling, ach, nur einen Mai!

## Cast della prima (21 febbraio 1927, Berlino)
- Richard Tauber: lo zarevic
- Rita Georg: Sonja
- Paul Heidemann: Ivan, valletto
- Charlotte Ander: Macha, sua moglie
- Vera Schwarz: Lina

## Versioni cinematografiche
- Zarevitch (Der Zarewitsch), regia di Jacob Fleck, Luise Fleck (1929)
- Zarevic (Der Zarewitsch), regia di Victor Janson (1933)
- Der Zarewitsch, regia di Arthur Maria Rabenalt (1954)
- Der Zarewitsch, regia di Arthur Maria Rabenalt (1973) con Teresa Stratas e Wieslaw Ochman - Deutsche Grammophon DVD